# Georg Ehrentreich von Burgsdorff
Georg Ehrentreich von Burgsdorff (* 27. November 1603 auf Hohenziethen; † 2. März 1656 in Küstrin) war ein kurbrandenburger Oberstallmeister und Kammerherr. Er war Obrist und Gouverneur der Festung Küstrin sowie Regierungsrat der Neumark. Zudem war er Ritter des Johanniterordens und Komtur von Süpplingenburg, Hauptmann von Zehden sowie Erbherr auf Hohenzieten, Goldbeck und Detzow. Er war Mitglied der Fruchtbringenden Gesellschaft unter dem Namen Der Vielährichte.

## Leben

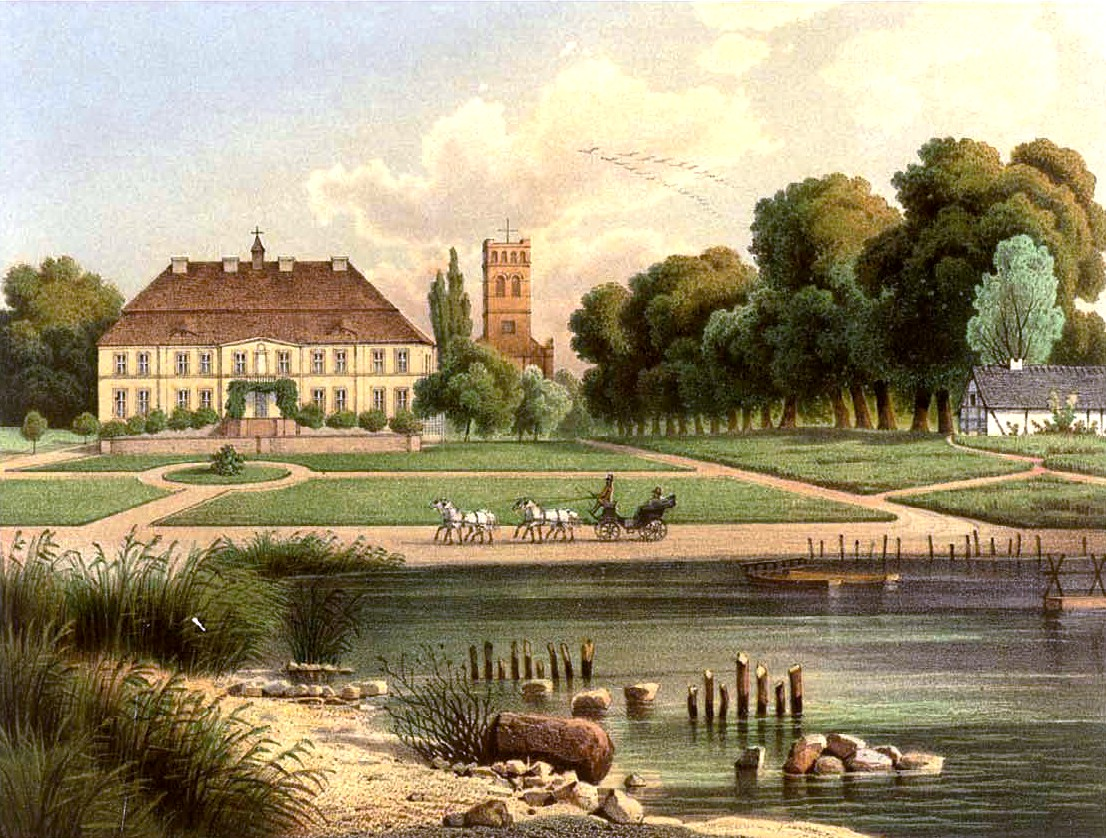
Schloss Hohenzieten um 1860, Sammlung Alexander Duncker

Sein Vater war Alexander Magnus von Burgsdorff (1567–1620). Dieser war Kurbrandenburger Hauptmann in Zehden sowie Erbherr auf Hohenzieten. Seine Mutter war Katharina von Röbel (1576–1615), sie war eine Tochter des Generalfeldmarschalls Joachim von Roebel. Sein Bruder Konrad von Burgsdorff war ebenfalls Kurbrandenburger Obrist.
Sein Vater hatte ursprünglich vorgesehen, ihn als Jäger an den Hof zu bringen, aber als er seine Kutsche besteigen wollte, stürzte er. Das Ereignis verstand er als böses Omen, und so ließ er seinen Vorsatz fallen. Danach brachte er seinen Sohn als Pagen an den Hof des sächsischen Kurfürsten Johann Georg. Er blieb es bis 1618, als er Kammerpage des Kurfürsten Georg Wilhelm wurde. 1622 schickte dieser ihn auf Reisen an die europäischen Höfe. Als er 1625 zurückkehrte, wurde er Kurbrandenburger Kammerjunker. 1626 konnte er dem Kurfürsten auf der Jagd das Leben retten, als ein wilder Eber diesen angriff. Dabei verletzte er sich aber am Schenkel schwer, so dass es einige Zeit dauerte, bis er wiederhergestellt war.
Bereits 1625 wurde er Kornet im Regiment des Hans Wolf von der Heyden. Im folgenden Jahr 1626 wurde er Rittmeister und Johanniterritter, dazu bekam er die Anwartschaft auf die Landvogtei und Kommende Schivelbein. 1627 begleitete er den Kurfürsten nach Preußen und wurde von diesem mit seiner Kompanie dem König von Polen zur Unterstützung gegen die Schweden geschickt. Aber noch bevor die Kompanie die polnische Armee erreichte, wurde sie abgefangen, geschlagen und die Überlebenden wurden verstreut. 
Von Burgsdorff musste daher 1629 eine neue Kompanie von 125 Arkebusen-Reitern aufstellen. Dieses Mal erreichte die Truppe aber die polnischen Truppen. Diese waren im Juni 1629 an der Belagerung von Marienburg beteiligt. Dort wurde er Prinz Wladislaw als Leibwache zugeteilt. Nach dem Friedensschluss wurde er reichlich belohnt und die Kompanie in Landsberg aufgelöst.
1631 ernannte ihn der Kurfürst zum Oberstallmeister. Im Februar begleitete er ihn auf den Fürstentag nach Leipzig. Dort bekam er die Erlaubnis, den Schwedenkönig Gustav Adolph zu begleiten. Er begleitete ihn bei einigen Gefechten, und nach der Schlacht bei Breitenfeld bot der König ihm das Regiment von Halle an, was er aber ablehnte. Er kehrte zum Kurfürsten zurück, der ihn im Dezember 1631 zum Oberstleutnant ernannte. Er wurde dem Regiment seines Bruders Konrad von Burgsdorff zugeteilt. 1632 diente er bei der schwedisch-sächsisch-brandenburgischen Armee unter Hans Georg von Arnim in Schlesien. Nach einigen Gefechten dankte sein Regiment im März 1633 in Strigau ab. Er warb aber binnen Monaten ein neues Regiment an, das zur Armee des Feldmarschalls Johan Banér kam. Er kämpfte vor Prag, wo er mit seiner Einheit drei Tage und Nächte unter Beschuss auf dem weißen Berg aushalten musste. Danach eroberte er mit zwölf Kompanien Brieg. 1634 war er bei den sächsischen Truppen, die Halle einnahmen. Nach dem Frieden von Prag kam er 1636 zur Armee unter Rudolph von Marzin.
Bei den Kämpfen um Greifenhagen am 17. April 1636 wurde er schwer verletzt. Eine Kugel traf ihn in den Kopf, und als er vom Pferd sank, schlug er hart auf. Man hielt ihn für tot und ließ ihn liegen.
Als das Schlachtfeld durchsucht wurde, erkannte ein französischer Ritter, der auf Seiten der Kaiserlichen kämpfte, sein Johanniterkreuz. So brachte dieser ihn nach Schweidnitz, und der Kaiser schickte ihn zur Genesung nach Wartenberg. Es dauerte lange, bis er sich von den schweren Verletzungen wieder erholen konnte.
Aber im Jahre 1637 warb er eine Schwadron Dragoner, die er der Kurbrandenburger Armee zuführte. Dort diente er nun unter dem General Hans Caspar von Klitzing. Er kämpfte nun zwischen Elbe und Havel gegen die schwedische Armee. 1638 kam er unter dem Kommando von Generalfeldmarschall Matthias Gallas nach Mecklenburg. 1639 wurde er bei Bernau von den Schweden überrascht und geriet in Gefangenschaft. Die Schweden brachten ihn nach Stettin, wo er drei Monate bis zu seiner Entlassung blieb. 1640 bestätigte ihn der neue Kurfürst Friedrich Wilhelm in seinem Amt und ernannte ihn zum Hauptmann von Zehden. 1641 ernannte er ihn auch zum Kammerherren. Sein Regiment wurde inzwischen an die kaiserliche Armee vermietet, dafür erhielt er das Oberkommando über die kurfürstliche Leibgarde und die Garde zu Pferde (als Nachfolger seines Bruders). 1644 bekam er ein neues Regiment und ging mit fünf Kompanien in das Herzogtum Kleve, 1645 war er wieder in der Mark, aber September 1646 schickte ihn der Kurfürst erneut nach Kleve. 1649 wurde das Regiment aufgelöst und ihm wurde wieder die Leibkompanie zu Pferd zugewiesen. Als der Kurfürst 1651 nach Kleve reiste, begleitete er ihn.
Nach dem Tod seines Bruders Konrad wurde er zum Obristen ernannt. Zudem wurde er Gouverneur von Küstrin und Kommandant von Driesen, Oderberg, Crossen und Landsberg.
Bereits zuvor hatte ihm Herzog August von Braunschweig-Lüneburg die Anwartschaft auf die Kommende Süpplingenburg verschafft. Als der Komtur Hans Wolf von der Heyden 1643 starb, bekam er den Posten.
Er starb nach vierjährigem Siechtum am 2. März 1656 in Küstrin.

## Familie
Er war seit dem 20. Dezember 1633 mit Hedwig von der Osten (* 21. März 1613; † 9. Mai 1676) aus dem Haus Schildberg verheiratet. Es war ein prächtige Hochzeit in Alt-Stettin in Gegenwart des damaligen Kurprinzen Friedrich Wilhelm. Das Paar hatte sieben Söhne und vier Töchter, darunter:
- Kurt Ehrenreich (* 16. Dezember 1639; † 2. Juli 1662), Komtur in Litzen
- Alexander Magnus († 1676 in Hohenzieten)
- Bernd Hildebrandt (* 28. September 1642; † 10. August 1677) ⚭ 24. Januar 1670 Magdalena Sibylle von Friesen (* 4. Februar 1652; † 1. September 1693)[3]
- Louisa Hedwig (* 30. September 1641; † 1669) ⚭ 1691 Adolf Maximilian von Loeben (* 28. September 1631; † 1682)  (Eltern des Generalmajors Kurt Hildebrand von Loeben)